# 瑞克·安基爾
理查德·亞歷山大·安基爾（英語：Richard Alexander Ankiel，1979年7月19日—）曾是美國的職業棒球選手，職司外野，同時也是一位投手。他曾效力於聖路易紅雀隊、堪薩斯市皇家隊、亞特蘭大勇士隊、華盛頓國民隊、休士頓太空人隊，以及紐約大都會隊。
1999年至2002年球季期間，安基爾是紅雀隊的投手，但之後，他發現自己無法勝任投球工作。他曾前往小聯盟，試圖重建自己的投球機制，並在2004年球季重返大聯盟投手丘。2005年球季起，安基爾開始在小聯盟練習外野守備，並在2007年8月9日以野手的身分重返紅雀隊大聯盟名單。直到2009年球季結束為止，安基爾共為紅雀隊打出49支全壘打，當中有47支都是在轉職打者之後所打出的。2009年季後，安基爾以自由球員的身分和皇家隊簽約，然後被交易至勇士隊。
安基爾是貝比·魯斯以來首位在大聯盟拿下10場勝投，同時打出過70支以上全壘打的球員。此外，他也是魯斯以外唯一一位曾在季後賽先發主投，另外還以野手身份開轟的球員。安基爾奇特的棒球生涯，加上他在5年內轉隊5次的事蹟，被稱為「棒球史上最奇特的一頁」。

## 業餘時期
安基爾在高中最後一年擁有11勝1負的戰績，在74局投球當中，有0.47防禦率、162次奪三振的數據。當年他的表現被《今日美國》評選為1997年年度高中代表球員。

## 職業生涯

### 小聯盟時期（投球）
聖路易紅雀隊在1997年大聯盟選秀會第2輪次選中安基爾，並以2,500,000美元和他簽約。1998年他被評為紅雀農場最佳投手，也被選入聯盟的明星陣容。《棒球美國》將他選為小聯盟第一隊的先發投手，以及紅雀小聯盟的年度球員。該年他的222次三振領先於小聯盟系統。
1999年，安基爾被選為全小聯盟的年度球員（《棒球美國》、《今日美國》），紅雀系統的小聯盟年度球員，入選《棒球美國》的小聯盟第一隊，同時也參加明星賽，並先發主投。

### 大聯盟時期（投球）
1999年與2000年球季
1999年安基爾被升上大聯盟，初登場的對手是蒙特婁展覽會隊。在個人第一個完整球季（2000年），安基爾出賽30場，戰績11勝7負，附帶3.50防禦率（聯盟第10位）與194次奪三振（聯盟第7位）。當時他能投出極速97英里的伸卡球，以及大幅度的曲球，後者是安基爾的主力變化球種。他的每9局三振率為9.98人次（在國家聯盟僅落後於藍迪·強森），被安打率則是7.05（僅落後於朴贊浩）。在該年的聯盟新人王票選中，安基爾負於勇士隊的佛考，屈居第2。
紅雀隊該年的戰績為國聯中區首位，不過其主力球員卻受到傷勢困擾，安基爾和隊友凱爾幾乎是隊上碩果僅存的先發投手。總教練托尼·拉魯薩大膽將分區系列賽的首戰先發交予安基爾，他將面對勇士隊的葛瑞格·麥達克斯。此外為了令安基爾專心備戰，拉魯薩安排凱爾出面應對賽前的媒體提問，此舉使在場媒體皆以為凱爾是第一戰的先發投手，拉魯薩則是在事後才澄清之。
安基爾在首二局皆未讓對手得分，第3局的戰況卻急轉直下。他被擊出2支安打，投出4次保送，失4分，期間更有5次暴投，最後他未能完成該局的投球，就被替換下場。安基爾一共面對8名打者，投35球，帳面成績不佳，不過紅雀隊最終還是得以贏下首戰，他也自嘲自己是1890年以來表現最差的投手。
安基爾續在國家聯盟冠軍戰的第2場先發投球，這時紅雀隊的對手是紐約大都會隊。他在首局投了20球，之後被替換下場。雖然帳面上僅有2次暴投紀錄，實際上他所投出的球當中，有5球都是偏差的壞球，其中1球更是越過了對手打者Timo Perez的頭上。在系列賽的第5戰他以後援身分在第7局登板，這回安基爾面對4名打者，保送了其中二人，且又投出2次暴投。該系列賽的結果由大都會隊以4勝1負的戰績晉級。
安基爾投球走樣的原因未知，不過他的表現經常被提出與Steve Blass比較，後者亦是在未知的情形下，喪失了穩定投球的能力。在托尼·拉魯薩的一本著作中，詳述了投手安基爾的暴起暴落。

### 轉換跑道

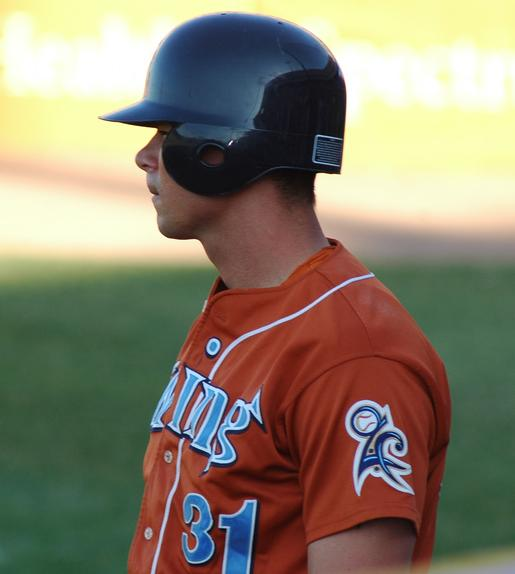
2005年的安基尔

安基爾在2001年還有大聯盟投球紀錄，不過他的投球內容依舊不佳，在24局中保送了25名打者，投出5次暴投。被下放至小聯盟3A之後，問題更顯惡化，安基爾在4.1局的投球當中，投出了誇張的17次保送，附帶12次暴投，防禦率飆升至20.77，之後他被送至新人聯盟進行調整。
安基爾因為左肘傷勢而錯過整個2002年球季，直到該年12月才開始投球。2003年他重新回到小聯盟賽場，該年他先發10場，防禦率為6.29，之後在7月接受尺骨韌帶重建手術，因而提前結束球季。總計他共投了54.1局，保送49次，附帶10個暴投。
2004年9月，安基爾回到大聯盟名單，他以後援身分出賽5場，防禦率為5.40。不過這時他的投球精準度似乎有所改善，在10局的投球中僅保送1人，三振9次。隔年的3月9日，安基爾宣布自己將要棄投從打。重新加入小聯盟1A的安基爾，打出5成14長打率的成績，在2A也有5成15長打率，此外他還傳出5次外野助殺（55場）。

### 大聯盟時期（打擊）
2006年球季
2006年球季安基爾以打者的身分參與紅雀隊的大聯盟春訓，以爭取隊上的板凳位置，最後他以守備和長打能力贏得大聯盟名單的一席之位。不過，在球季開始之前，安基爾傷及自己的左膝，這次傷情使他的球季提前報銷。
2007年球季
隔年安基爾再次被邀請參加春訓，不過並未取得大聯盟的出賽機會。迄8月8日止，安基爾在3A有32支全壘打、89分打點的成績，打擊率為2成67。在守備端，有7次失誤（95場出賽）。

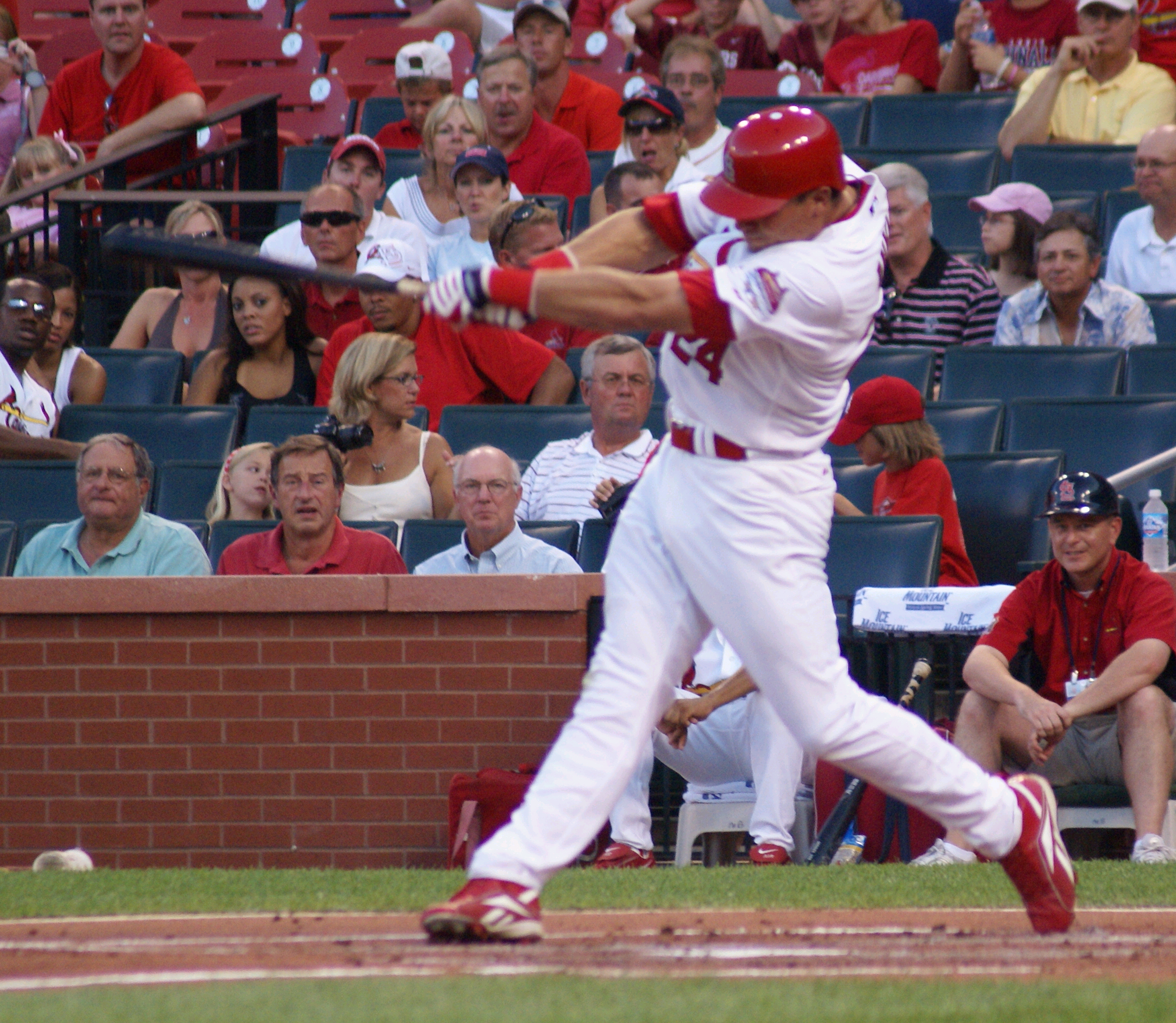
2007年的安基尔

紅雀隊在8月9日召回安基爾，他隨即在主場先發出賽，打第二棒，守右外野。布希體育場的觀眾在首個打席為他獻上熱烈的掌聲。該役安基爾擊出3分全壘打，率隊以5:0擊敗對手教士隊。這發全壘打是安基爾在2000年4月以來首見，當時他是以投手的身分打出全壘打。總教練拉魯薩在賽後欣喜溢於言表，他更表示，自己的喜悅只有2006年的世界大賽冠軍能比擬之。8月11日，安基爾面對洛杉磯道奇隊打出3支安打，當中包括2支全壘打，在右外野也有守備美技的演出，更獲得主場觀眾3次起立致意。作家Charles Krauthammer讚許安基爾的表現（2007年8月17日）：
|  | 耗時七年的再會—彷彿只過去三天—堪稱傳奇故事。 |

8月31日，安基爾打出生涯首次滿貫全壘打，使紅雀隊反超比數，擊敗同區的紅人隊。9月6日，面對海盜隊單場打回7分打點，並且再有守備美技。9月23日他面對太空人隊打出再見安打，生涯首次，是一支2分打點的三壘安打。
安基爾在2007年球季共出賽47場（172個打數），成績是2成85打擊率，11支全壘打，39分打點，3成28上壘率，5成35長打率，攻擊指數為.863。不過紅雀隊該年的戰績不佳（78勝），未能晉級季後賽。季後，安基爾表示自己曾在遵從醫囑的前提下使用生长激素，此類用藥甫於2005年禁用。大聯盟官方在經過調查後表示，有關證據不足以對安基爾做出裁罰。
2008年球季
安基爾在5月6日對陣洛磯隊的賽事中傳出2次外野助殺，紀錄皆為8-5（中外野傳3壘）的長傳，紅雀隊也以比數6:5打敗洛磯隊。2008年球季安基爾的成績是2成64打擊率、25支全壘打、71分打點。
2009年球季
安基爾在春訓期間表現極佳，開季卻陷入低潮。他在5月4日的比賽中因守備撞擊外野牆面，被護送下場。賽後被診斷為頸部的鞭索傷害，安基爾在5月7日進入傷兵名單，5月24日解除傷兵身分。剩餘賽季他和菜鳥Colby Rasmus共同分擔中外野的守備工作。總計安基爾在2009年一共擊出11支全壘打，有38分打點，打擊率為2成31。
2010年球季
季後成為自由球員的安基爾，轉而以1年3,250,000美元的合約投效美國聯盟的堪薩斯市皇家隊，並且成為該隊的先發中外野手。5月上旬他進入傷兵名單，至7月23日止。皇家隊在7月31日將安基爾交易至亞特蘭大勇士隊。總計他的季賽成績（74場出賽）是2成32打擊率、6支全壘打、24分打點。
10月8日的國家聯盟分區系列賽第2場，安基爾在11局上半擊出一發飛越右外野看台的落水全壘打，這是他職業生涯的第一發季後賽全壘打，勇士隊也以比數5:4險勝。
2011年球季

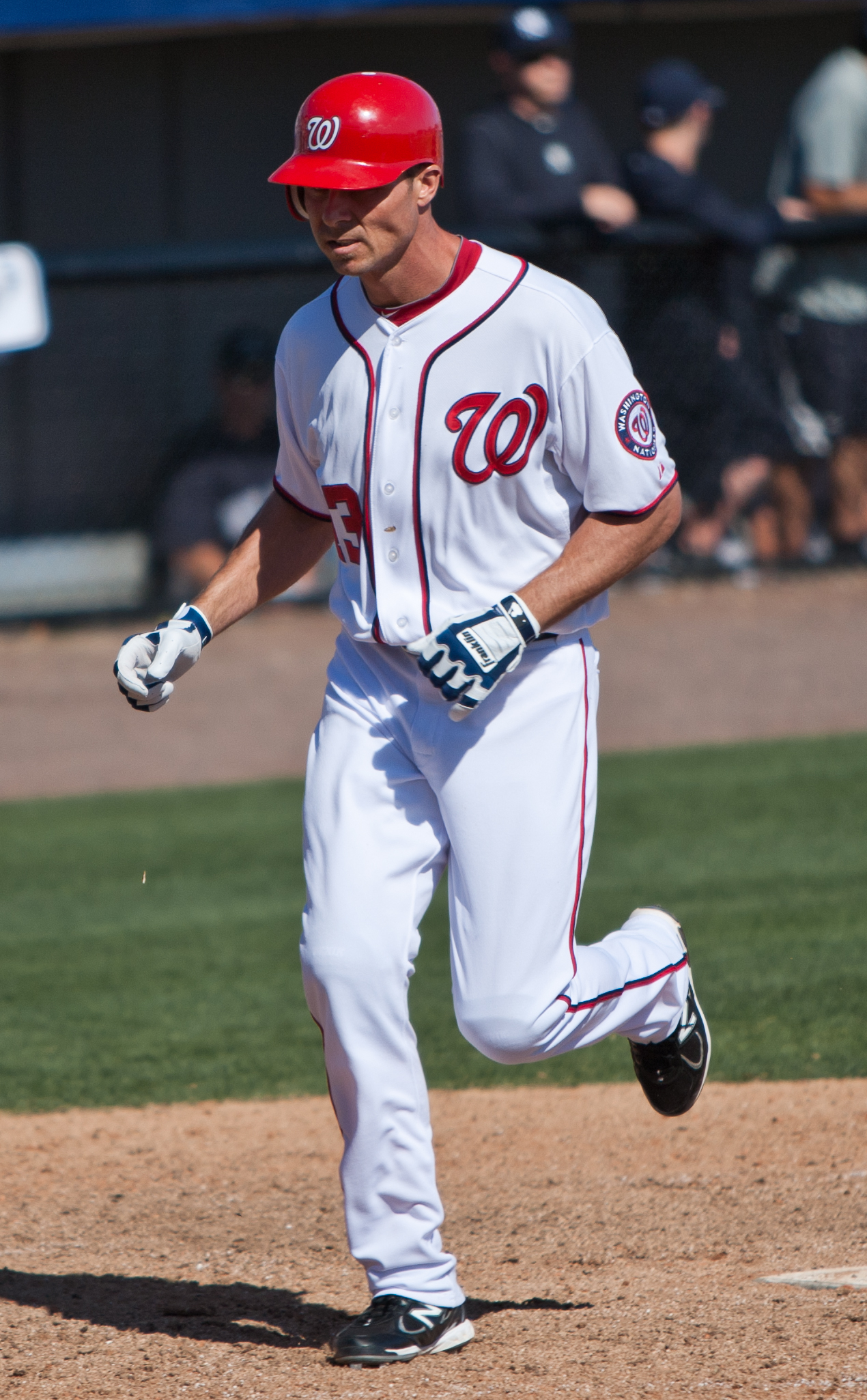
2011年正在進行春季训练的安基爾

2010年11月2日，勇士隊回拒了安基爾的選擇權，使其成為自由球員。12月20日，華盛頓國民隊以1年1,500,000美元簽下安基爾。
2011年球季的安基爾保持健康出賽（122場），有2成39打擊率、2支全壘打以及37分打點的成績。在中外野他與罗格·伯纳迪纳一同分擔守備工作，安基爾個人則是有9成96的守備率，在113場賽事中僅有1次失誤。
2012年球季
季後，國民隊以1年1,250,000美元的小聯盟約將其簽回。安基爾在傷兵名單開季，重返大聯盟之後，多以板凳身分居多。他在有限的出賽機會（68場，158個打數）中擊出5支全壘打，以及15分打點，打擊率為2成28。守備方面，在中外野出賽62場（37場為先發），守備率為9成83。7月19日，因應德魯·史托倫返回球隊名單，安基爾遭到指定轉讓，並在7月27日被釋出。
2013年球季

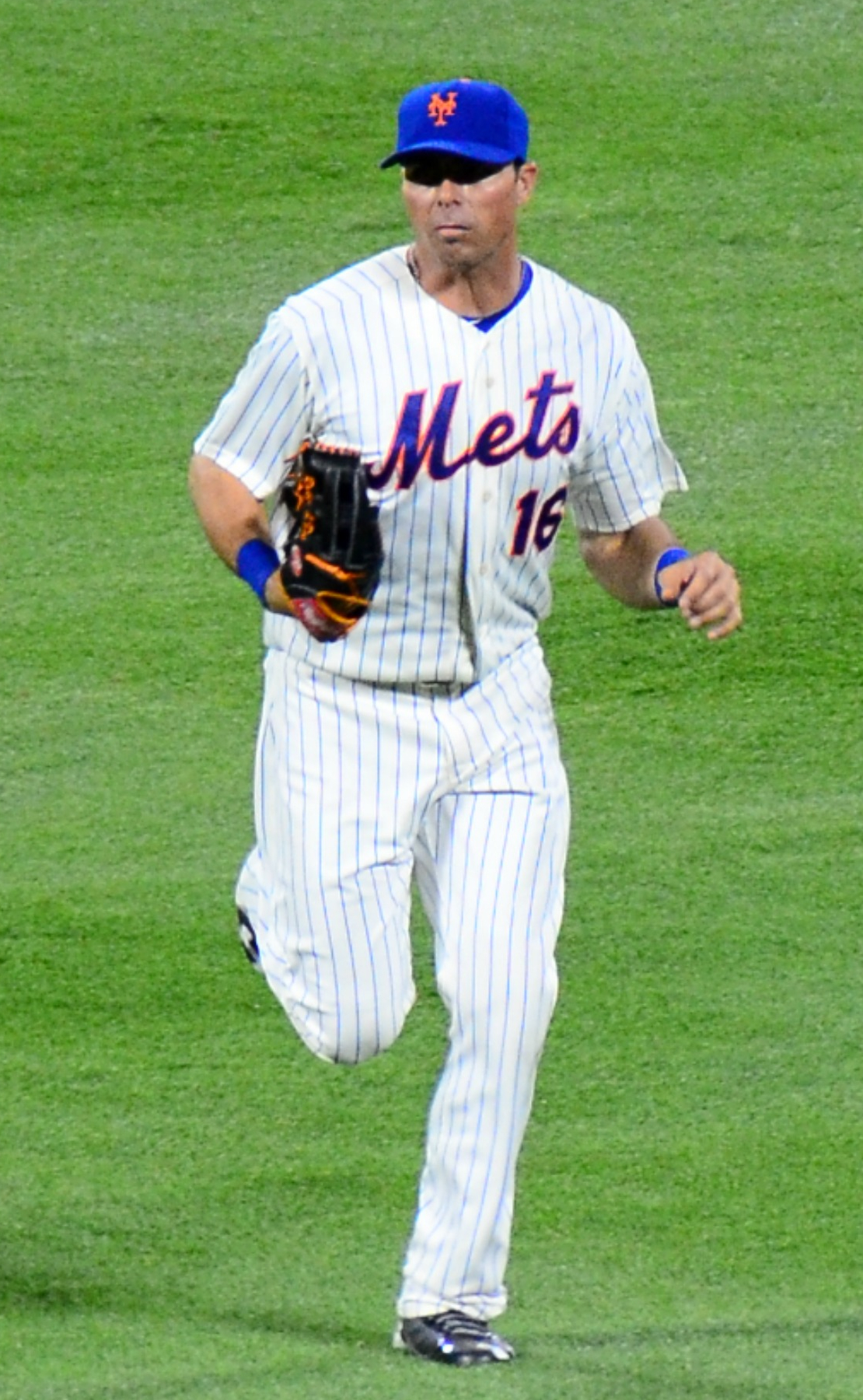
2013年的安基爾

2013年1月17日，休士頓太空人隊簽下安基爾，並邀請他參加大聯盟春訓。3月31日，安基爾在球季開幕戰打出全壘打。5月6日太空人隊將他指定轉讓並釋出。
一週後，紐約大都會隊旋即簽下安基爾，將他加入先發陣容。5月15日，面對自己的出道母隊紅雀隊打出2支安打，包括一支2分全壘打。不過整體說來，安基爾的攻擊表現並沒有起色，6月8日的賽事中他被三振3次（整季共60次，128個打數），大都會隊隨後將其指定轉讓。他在6月13日被釋出。2013年球季安基爾共出賽45場，打擊率為1成88，有7支全壘打及18分打點，長打率為4成22。

### 退休
2014年3月5日，安基爾宣布退休。

## 近期活動
2015年1月8日，國民隊雇用安基爾擔任「生活技能專員」（life skills coordinator），所負責的對象包括球隊的大、小聯盟球員。
他在2017年4月出版了自己的回憶錄《現象》（The Phenomenon）。
2018年8月，安基爾戲稱自己曾考慮在大聯盟復出投球。月餘時間後，他正式宣布尋求下季復出。10月時他接受了手術，以修復投球手的手肘。2019年7月30日，安基爾表示他將不再尋求復出。該年亦是他首度獲得棒球名人堂的票選資格，不過由於其得票率不到5%，自此與名人堂無緣。
安基爾在球員退役後也從事棒球評論，擔任紅雀主場的播報工作。

## 個人生活
安基爾和妻子蘿莉（Lory）居於佛州朱彼特，育有二子。

## 軼事
- 2016年的電影《進擊的投手》（The Phenom，或譯《投出新人生》），參考了安基爾的職業生涯。[44]

## 外部連結
- 球員資訊和成績在MLB ，ESPN ，Retrosheet ，Baseball Reference ，Baseball Reference (Minors) ，Fangraphs ，The Baseball Cube ，Baseball Almanac （英文）
- 官方网站
- Baseball Prospectus stats （页面存档备份，存于）
- Rick Ankiel's page at stlcardinals.scout.com （页面存档备份，存于）